# Hubert Fournier
Pour les articles homonymes, voir Fournier.
Hubert Fournier, né le 3 septembre 1967 à Riom (Puy-de-Dôme), est un footballeur et entraîneur français. Il est depuis 2017 le directeur technique national de la Fédération française de football.

## Biographie

### Carrière de joueur
Fournier joue la saison 1988-89 en Division 3 à l'US Maubeuge.
Il arrive ensuite au SM Caen en 1989, alors que le club normand entame la 2e saison en Division 1 de son histoire. Il joue son premier match de Division 1 le 12 août 1989 lors du match SM Caen-AS Monaco (1-1). Il devient rapidement titulaire en prenant la place de Jean-François Domergue dans la défense malherbiste. Dès sa première saison, il joue 32 matchs et est un des artisans du maintien du club en Division 1. Daniel Jeandupeux ayant remplacé Nouzaret, il joue moins et est plus souvent remplaçant. Pour la saison 1991-92, il perd sa place en défense au profit de la ligne Lebourgeois-Dumas-Germain-Dangbeto. Il joue tout de même 19 matchs et le club normand termine 5e de Division 1 et jouera la Coupe UEFA la saison suivante.
Le 15 septembre 1992, il participe à son premier match de Coupe d'Europe, en effet, il joue la double confrontation entre le club normand et le Real Saragosse. Malgré une victoire 3-2 à Venoix, la défaite 0-2 au retour marque l'élimination de Fournier et ses coéquipiers. Pour cette saison 1992-1993, il joue 23 matchs de championnat mais, n'ayant pas la confiance de son entraîneur, il quitte le club en fin de saison pour se relancer à l'En Avant de Guingamp alors en National 1.
En Bretagne, il joue 31 matchs et est un des cadres de l'équipe qui est championne de National 1 1994.
En fin de carrière (2002), il rejoint le FC Rouen en National (D3) et contribue activement à faire remonter l'illustre club normand en Ligue 2. Malheureusement la saison en Ligue 2 tourne au cauchemar et le FCR redescend aussitôt en National. Ce sera la dernière saison de sa carrière (2003-04).

### Carrière d'entraîneur

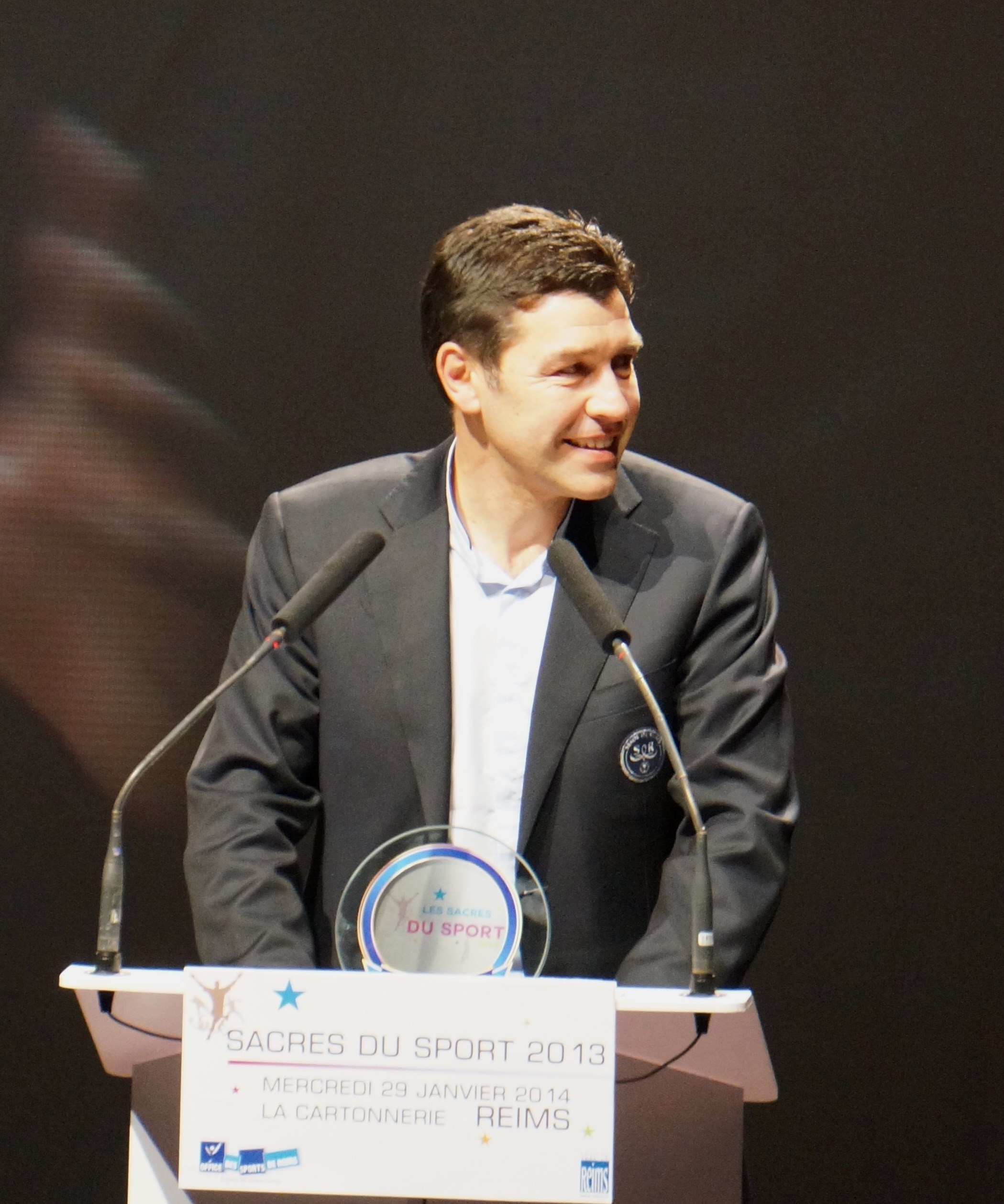
Hubert Fournier en 2013.

En mai 2002, à l'issue d'un stage au CTNFS Clairefontaine et d'une semaine d'examens, il obtient le BEES 2e degré spécifique, qui permet d'entraîner des clubs évoluant en CFA, CFA2 et DH. En mai 2008, il devient entraîneur du FC Gueugnon, relégué en National. Le 27 décembre 2008, il est limogé pour cause de mauvais résultats de l'équipe gueugnonnaise. Il est remplacé par René Le Lamer mais reste malgré tout au club comme superviseur. 
En juin 2009, il devient l'entraîneur adjoint de Marc Collat au Stade de Reims. L'année suivante, il obtient son diplôme DEPF (diplôme d'entraîneur professionnel de Football) et est officiellement nommé entraîneur du Stade de Reims, promu en Ligue 2, le 18 mai 2010 pour la saison 2010-2011.
Lors de la saison 2010-2011 son équipe du Stade de Reims termine 10e du championnat de ligue 2 et en allant jusqu'en quarts de finale de la coupe de France.
La saison suivante (2011-2012) il termine vice champion de ligue 2, son équipe accède donc en ligue 1, le club n'avait plus atteint ce niveau depuis 33 ans.
Le 23 mai 2014, étant encore sous contrat, il est cédé par le Stade de Reims à l'Olympique lyonnais pour 360 000 € et 60 000€ mensuel.
Après avoir pris un mauvais départ, il réalise un superbe championnat avec l'Olympique lyonnais obligeant le Paris Saint-Germain à n'être sacré champion qu'à deux journées de la fin. L'OL termine donc deuxième et retrouvera la Ligue des champions après avoir passé quatre ans sans la jouer. Cependant, la saison suivante est moyenne et le parcours en coupe d'Europe s'arrête prématurément.
Le 24 décembre 2015, il est démis de ses fonctions, et est remplacé par Bruno Génésio,.
Le 24 juin 2017, Noël Le Graët, président de la Fédération française de football, annonce que Hubert Fournier est nommé directeur technique national de la FFF.

## Statistiques

### Footballeur
| Saison                | Club                  | Championnat           | Championnat | Championnat | Coupe(s) nationale(s) | Coupe(s) nationale(s) | Compétition(s) continentale(s) | Compétition(s) continentale(s) | Compétition(s) continentale(s) | Total | Total |
| Saison                | Club                  | Division              | M.          | B.          | M.                    | B.                    | Comp.                          | M.                             | B.                             | M.    | B.    |
| 1989-1990             | SM Caen               | D1                    | 32          | 0           | 1                     | 0                     | -                              | -                              | -                              | 33    | 0     |
| 1990-1991             | SM Caen               | D1                    | 23          | 2           | 1                     | 0                     | -                              | -                              | -                              | 24    | 2     |
| 1991-1992             | SM Caen               | D1                    | 19          | 0           | 1                     | 0                     | -                              | -                              | -                              | 20    | 0     |
| 1992-1993             | SM Caen               | D1                    | 23          | 0           | 3                     | 0                     | C3                             | 2                              | 0                              | 28    | 0     |
| Sous-total            | Sous-total            | Sous-total            | 107         | 2           | 6                     | 0                     | -                              | 2                              | 0                              | 115   | 2     |
| 1993-1994             | EA Guingamp           | National 1            | 31          | 0           | 3                     | 0                     | -                              | -                              | -                              | 34    | 0     |
| 1994-1995             | EA Guingamp           | D2                    | 41          | 0           | 3                     | 0                     | -                              | -                              | -                              | 44    | 0     |
| 1995-1996             | EA Guingamp           | D1                    | 36          | 1           | 4                     | 0                     | -                              | -                              | -                              | 40    | 1     |
| Sous-total            | Sous-total            | Sous-total            | 108         | 1           | 10                    | 0                     | -                              | -                              | -                              | 118   | 1     |
| 1996-1997             | Borussia M'gladbach   | Bundesliga            | 27          | 0           | -                     | -                     | C3                             | 4                              | 0                              | 31    | 0     |
| 1997-1998             | Borussia M'gladbach   | Bundesliga            | 9           | 0           | -                     | -                     | -                              | -                              | -                              | 9     | 0     |
| Sous-total            | Sous-total            | Sous-total            | 36          | 0           | -                     | -                     | -                              | 4                              | 0                              | 40    | 0     |
| 1997-1998             | Olympique lyonnais    | D1                    | 11          | 0           | 5                     | 0                     | -                              | -                              | -                              | 16    | 0     |
| 1998-1999             | Olympique lyonnais    | D1                    | 27          | 0           | 2                     | 0                     | C3                             | 7                              | 0                              | 36    | 0     |
| 1999-2000             | Olympique lyonnais    | D1                    | 20          | 0           | 5                     | 0                     | C1+C3                          | 2+1                            | 0                              | 28    | 0     |
| Sous-total            | Sous-total            | Sous-total            | 58          | 0           | 12                    | 0                     | -                              | 10                             | 0                              | 80    | 0     |
| 2000-2001             | EA Guingamp           | D1                    | 32          | 1           | 2                     | 0                     | -                              | -                              | -                              | 34    | 1     |
| 2001-2002             | EA Guingamp           | D1                    | 31          | 0           | 1                     | 0                     | -                              | -                              | -                              | 32    | 0     |
| Sous-total            | Sous-total            | Sous-total            | 63          | 1           | 3                     | 0                     | -                              | -                              | -                              | 66    | 1     |
| 2002-2003             | FC Rouen              | National              | 32          | 1           | -                     | -                     | -                              | -                              | -                              | 32    | 1     |
| 2003-2004             | FC Rouen              | Ligue 2               | 26          | 0           | 1                     | 0                     | -                              | -                              | -                              | 27    | 0     |
| Sous-total            | Sous-total            | Sous-total            | 58          | 1           | 1                     | 0                     | -                              | -                              | -                              | 59    | 1     |
| Total sur la carrière | Total sur la carrière | Total sur la carrière | 420         | 5           | 32                    | 0                     | -                              | 16                             | 0                              | 468   | 5     |

### Entraîneur
- 2004-2008 :  US Boulogne adjoint de Philippe Montanier
- 2008-2009 :  FC Gueugnon entraîneur puis superviseur
- 2009-2010 :  Stade de Reims adjoint de Marc Collat
- 2010-2014 :  Stade de Reims
- 2014-déc. 2015 :  Olympique lyonnais

## Palmarès

### Joueur
Avec l'En Avant de Guingamp, il est Champion du Groupe A de National 1 en 1994.

### Entraîneur
Avec l'Olympique Lyonnais, il est finaliste du Trophée des champions en 2015.

## Distinctions personnelles
- Entraîneur de l'année Onze d'or 2015